# Nikolaus Rummel d. Ä.

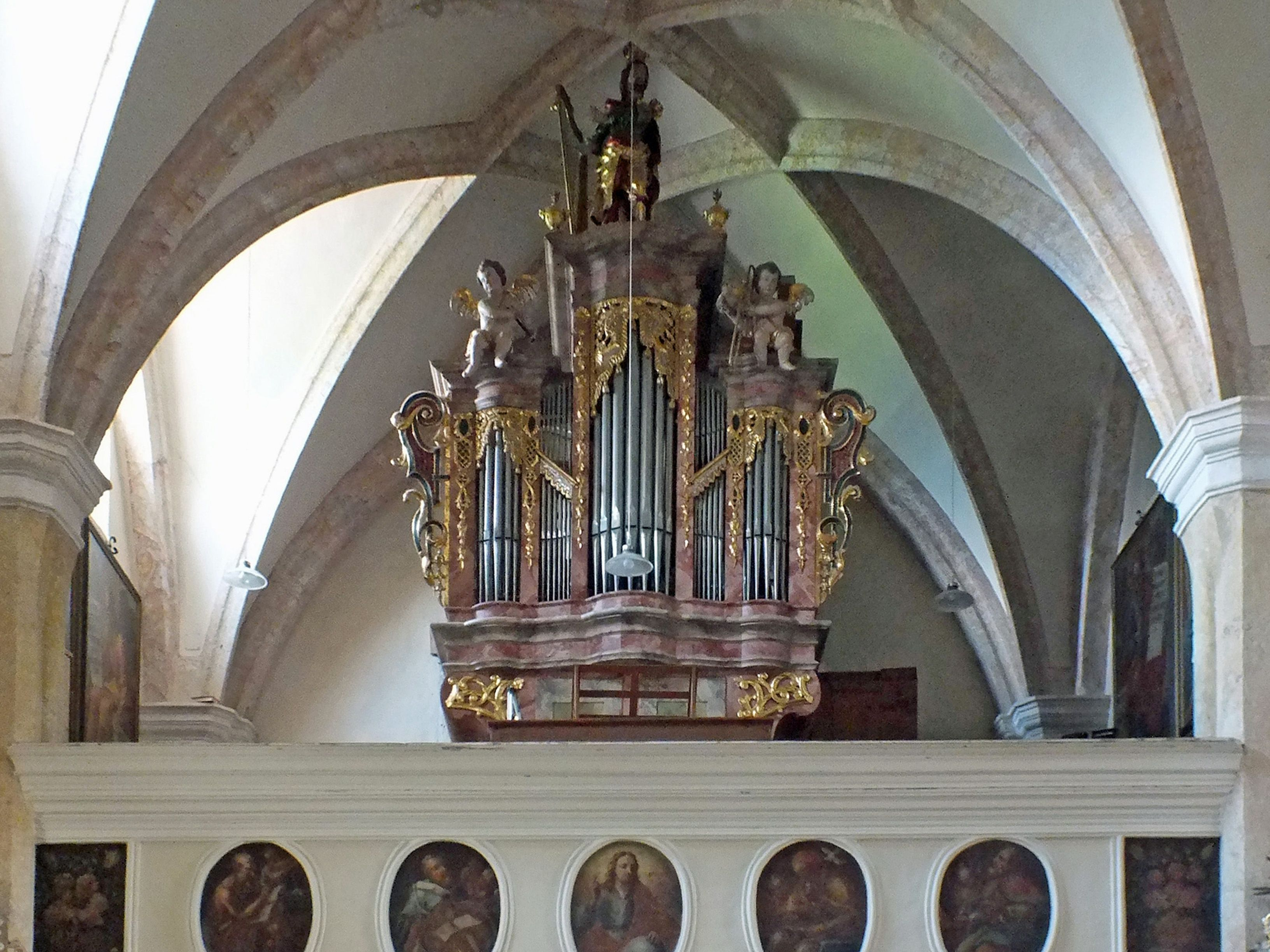
Pfarrkirche Pürgg

Nikolaus Rummel d. Ä. (* ca. 1708 vermutlich in Rothenburg ob der Tauber; †  27. April 1794 in Linz) war ein österreichischer Orgelbauer.

## Leben
Über Nikolaus Rummels Lehrzeit als Orgelbauer weiß man wenig. Er ehelichte er im Jahre 1741 Rosa, die Witwe des Linzer Orgelbauers Johannes Hacklinger. Er erwarb 1752 das Bürgerrecht von Linz. Auf eine gute Auftragslage lässt schließen, dass er von 1769 bis 1794 als Hausbesitzer dokumentiert ist. Er erhielt auch öfters Aufträge zum Neubau und zur Reparatur der Orgeln im Stift Sankt Florian und Stift Kremsmünster und darüber hinaus auch, soweit es die Orgeln in inkorporierten Stiftspfarren betraf. Mehrere Orgeln wurden von ihm in Niederösterreich und Bayern errichtet. In der Zeit ab 1777 scheint er sowohl als Orgelbauer am Dom zu Linz als auch in der Stadtpfarrkirche (Linz) auf. 1785 wurde er als Gutachter von Orgeln bestellt, die aus aufgehobenen Stiftskirchen stammten und in die Jesuitenkirche Linz übertragen werden sollten, die gerade zur Kathedrale (dem heutigen Alten Dom) erhoben worden war.

## Werkliste
| Jahr | Ort                             | Gebäude                          | Bild | Manuale | Register | Bemerkungen                                                       |
| ---- | ------------------------------- | -------------------------------- | ---- | ------- | -------- | ----------------------------------------------------------------- |
| 1746 | Wilhering                       | Stift Wilhering                  |      | I/P     | 9        | Chororgel weitgehend erhalten                                     |
| 1755 | Pürgg                           | Pfarrkirche Pürgg                |      | I/P     | 13       | 1755 für St. Peter in der Au errichtet, 1794 in Pürgg aufgestellt |
| 1766 | Altmünster                      | Pfarrkirche Altmünster           |      |         |          | seit 1910 Orgel von Leopold Breinbauer                            |
| 1767 | St. Valentin (Niederösterreich) | Filialkirche Hofkirchen          |      | I       | 4        | Disposition                                                       |
| 1778 | St. Peter am Wimberg            | Pfarrkirche St. Peter am Wimberg |      | I/P     | 9        | [ 4 ]                                                             |

weiters:
- 1763: Haag (Niederösterreich), Pfarrkirche St. Michael, nicht erhalten
- 1767: Hofkirchen (Gemeinde St. Valentin), Filialkirche St. Andreas
- 1768: Euratsfeld, Pfarrkirche Euratsfeld, nicht erhalten